# Рамлан Ібрагім
Дато Рамлан Ібрагім (* 6 січня 1957) — малайзійський дипломат. Постійний представник Малайзії при Організації Об'єднаних Націй (ООН) в Нью-Йорку (з 2015).

## Життєпис
Отримав вчену ступінь в Національному університеті Малайзії та ступінь магістра в галузі міжнародних відносин з Університету Kebangsaan Малайзії і ступінь магістра в галузі міжнародних відносин у Вебстерському університеті в Міссурі (США).
З 1983 року — працював в Міністерстві закордонних справ Малайзії.
У 2004—2006 рр. — Надзвичайний і Повноважний посол Малайзії в Боснії і Герцеговині.
У 2009—2013 рр. — Надзвичайний і Повноважний посол Малайзії в Південній Кореї.
З 2015 року — Постійний представник Малайзії при ООН в Нью-Йорку.
У 2015—2016 рр. — Малайзія була членом Ради Безпеки Організації Об'єднаних Націй, а в червні 2015 року і серпні 2016 Рамлан Ібрагім був головою Ради Безпеки ООН.